# Сулак (Саратовська область)
Сулак (рос. Сулак) — село у Краснопартизанському районі Саратовської області Російської Федерації.
Населення становить 1015 осіб. Належить до муніципального утворення Горновське муніципальне утворення.

## Історія
Населений пункт розташований у межах українського історичного та культурного регіону Жовтий Клин.
До 1936 року належало до Саратовського краю. Відтак належить до Саратовської області. Орган місцевого самоврядування від 2004 року — Горновське муніципальне утворення.

## Населення
| 2010 | 2012  | 2013  |
| ---- | ----- | ----- |
| 1097 | ↘1055 | ↘1015 |